# Marc Thürig
Marc Philippe George Thürig (* 17. August 1977 in Zürich) ist ein ehemaliger schweizerischer Basketballspieler.

## Laufbahn
Thürig spielte für Olympia Basket Regensdorf in der Nationalliga A. 1998 wurde er mit Fribourg Olympic Schweizer Meister und gewann den Pokalwettbewerb.
1998 wechselte der 2,04 Meter grosse Innenspieler an die Weber State University in den US-Bundesstaat Utah. An der Hochschule studierte er Betriebswirtschaftslehre sowie Wirtschaftswissenschaft und bestritt bis 2002 insgesamt 89 Spiele für die Basketballmannschaft. Thurig erzielte im Durchschnitt 1,3 Punkte sowie 1,8 Rebounds je Begegnung. Ab 1999 war sein Landsmann Stephan Bachmann sein Mannschaftskamerad bei Weber State. Thürig wurde während seiner Zeit in den Vereinigten Staaten mehrmals für seine Studienleistungen ausgezeichnet.
Am Ende des Spieljahres 2001/02 kehrte Thürig zu Fribourg Olympic zurück und erreichte mit der Mannschaft die Endspielserie um die Schweizer Meisterschaft. Von 2003 bis 2008 spielte er für die Geneva Devils. Er war Schweizer Nationalspieler.
Thürig, der nach seiner Zeit an der Weber State University Kurse an der Georgia Institute of Technology, Columbia University und an der Universität Zürich belegte, wurde beruflich im Finanzwesen tätig, arbeitete unter anderem in Genf, London und New York.